# مماليك العراق
مماليك العراق هم سلالة من الولاة الذين حكموا العراق منذ منتصف القرن الثامن عشر إلى الربع الأول من القرن التاسع عشر وتعود أصولهم إلى عدة مناطق من آسيا الوسطى (جورجيا ومن بلاد الشركس وداغستان وبلاد جبال القوقاز الأخرى)، حيث استمر حكمهم للعراق زهاء 82 عامًا بولاية سليمان باشا الكبير المكنى بأبو ليلة في سنة 1749م، وانتهى بعزل داود باشا من منصب والي بغداد سنة 1831م.
وقد كان مماليك العراق يشبهون نظرائهم من مماليك مصر من حيث الأصل والمنشأ، وقد تميز عهد المماليك في العراق عما قبله من العهود بشدة التنافس والتنازع على الحكم. حيث كان الولاة قبل عهد المماليك يتم تعيين أحدهم بفرمان يصدره السلطان العثماني من الباب العالي في إسطنبول، أما في عهد المماليك فقد تغير الحال إذ أصبح الفرمان السلطاني قليل الأثر في تعيين الولاة، وفي بعض الأحيان لم يكن له أي أثر على الأطلاق، إذ كان التنازع بين المماليك يعتبر صاحب التأثير الأكبر في تعيين أي والي، فأي مملوك يستطيع أن ينال منصب والي بغداد أو الوزارة كما كانوا يسمونها بالقوة إثر التغلب على بقية منافسيه من المماليك يجتمع حوله أعيان بغداد وعلماؤها ثم يكتبون عريضة إلى السلطان العثماني يسترحمون منه أن يصدر فرمانه بمنح الوزارة أو الولاية إلى المملوك الغالب. وبلغت دولة المماليك في العراق أوج قوتها في عهد سليمان باشا الكبير والذي دام حكمه 22 عامًا ما بين عام 1780 إلى عام 1802 وحيث سمي عهده بالعصر الذهبي لدولة المماليك في العراق.

## نشأة المماليك في العراق
إن أول من أتى بالمماليك إلى العراق هو الوالي العثماني حسن باشا فقد أراد هذا الوالي بعد أن فسد نظام الانكشارية  أن يجعل لنفسه جندا مختصين به يستعين بهم ويتعصبون له فأرسل إلى بلاد القفقاس من يأتي إليه بالصبيان. وكانت أسواق مدينة تفليس آنذاك زاخرة بالصبيان المعروضين للبيع، فأسس حسن باشا في بغداد دائرة خاصة اسمها إيج دائرة سي أي دائرة الداخل ومهمتها هي الإشراف على شراء المماليك من تلك البلاد وتدريبهم، وعندما تولى الحكم من بعده ابنه أحمد باشا أكثر من شراء الجنود المماليك واعتنى بهم، حتى أصبحوا قوة لا يستهان بها، وبعد وفاة الوالي أحمد باشا كثر عددهم واستطاعوا فرض إرادتهم على الدولة العثمانية. ونصبوا أحدهم وهو سليمان باشا أبو ليلة واليا على العراق سنة 1749م.

## وصول المماليك إلى الحكم

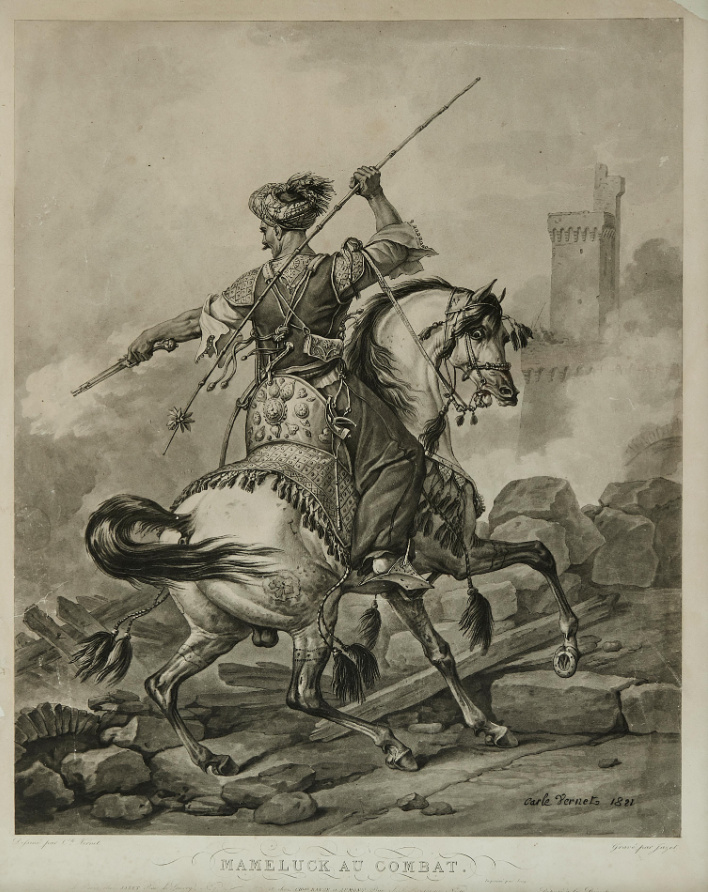
جندي مملوكي في عام 1810

كان سليمان باشا أبو ليلة أول مملوك يتولى الولاية وذلك في سنة 1749م، إثر فتنة طاحنة قام بها الإنكشاريون في بغداد. وضربوا مبنى السراي العثماني بوابل من القنابل، واستمرت الفتنة ثلاثة أيام مما جعل الوالي العثماني يفر من بغداد، فاضطرت الدولة العثمانية آنذاك إلى تعيين سليمان باشا واليا مكانه. دام حكم سليمان باشا حوالي ثلاثة عشر عامًا وقد سمي سليمان باشا بأبو ليلة وذلك لتخفيه في الليل وخروجه. وقد توفي سليمان باشا في سنة 1762م، إثر مرض لازمه طوال ستة أشهر. وبعد وفاته كان سبعة رجال مرشحين لخلافته وكانوا كلهم من المماليك وكاد الأمر ان يتحول إلى حرب بين المرشحين السبعة وتدخل العلماء والأعيان بغية تسكين الفتنة. عندها استقر الرأي على أن يكتب بأسماء المرشحين السبعة إلى إسطنبول لكي يتم اختيار أحدهم للولاية، بعدها عاد الجواب من إسطنبول باختيار السلطان العثماني لمتسلم البصرة علي باشا، ولكن لم يكن علي باشا من أصول قفقاسية أو جورجية كسائر المماليك الموجودين بل كان من أصول فارسية. وهذا ما جعل المماليك الآخرين يحيكون المؤمرات له، فخلع من منصبه بعد سنتين من توليه المنصب إثر ثورة مضادة بقيادة عمر باشا والذي كان عديل سليمان باشا وكذلك كان أحد المرشحين السبعة للخلافة من بعده، وعلى إثر ذلك اجتمع علماء بغداد واعيانها وكتبوا عريضة للسلطان العثماني يسترحمونه بتولي عمر باشا واليا عليهم وإن علي باشا كان يريد تسليم العراق لبلاد فارس. فجاء الفرمان من إسطنبول يقر عمر باشا واليا على بغداد، أما علي باشا فقد هرب من السراي متنكرا بزي إمراة والتجأ دخيلاً لأحد الدور المجاورة ولكن صاحب الدار أخبر عنه السلطات فألقي القبض عليه، ثم تم قتله. وبدأ عمر باشا بعد توليه منصب الوالي القضاء على ثورات العشائر والتي كانت تمثل تهديدا حقيقيا للدولة منها ثورة شيخ الخزاعل حمود الحمد، والذي أسس كيان عشائري مستقل عن كيان الدولة بمنطقة الفرات الأوسط. فاستطاع عمر باشا القضاء عليه، وكذلك قام بالقضاء على ثورتي عشائر المنتفق وعشائر العبيد على التوالي.
وفي سنة 1772م إنتشر وباء مرض الطاعون في بغداد. وأخذ المرض يفتك بالسكان ويحصد أرواحهم في كل يوم، فانتهزت بعض العشائر ما حل ببغداد من انتشار لمرض الطاعون وبدأت بعمليات السلب والنهب والتخريب في المدينة المنكوبة بالوباء، وقد استمر الحال حتى بعد زوال المرض. إذ لم يكن يوجد في الولاية من الجنود ما يكفي لحفظ الأمن وإعادة النظام إلى نصابه.

## نهاية عمر باشا وما تلاها من أحداث
في سنة 1775 م أرسل الشاه كريم خان زند جيشا كبيرا لاحتلال البصرة بقيادة أخيه صادق خان فحاصرها. وقد دام الحصار على مدينة البصرة حوالي 13 شهرا انتهى بدخول صادق خان للمدينة. وعند وصول نبأ الحصار إلى إسطنبول اعتقد المسؤولون هناك أن السبب الأكبر الذي أدى إلى نشوب هذا النزاع بين الدولتين هو عمر باشا وأنه لابد من عزله لكي ينتهي هذا الصراع القائم بين الدولتين. وفي عام 1776 م قامت الدولة العثمانية بإرسال ثلاث قواد ومع كل واحد منهم قوة عسكرية كبيرة إلى مدينة بغداد، وكان سبب إرسالهم هو عزل الوالي عمر باشا وهم كل من أوزون عبد الله باشا والي ديار بكر، وسليمان باشا الجليلي والي الموصل ومصطفى باشا الإسبيناخجي والي الرقة. وكان مصطفى باشا هو الذي من أسندت إليه ولاية بغداد، وقتل عمر باشا إن امتنع عن تسليم الولاية إليه، وكانت حجة القواد الثلاثة أثناء المجيء هي فك الحصار عن مدينة البصرة، وعند اجتماع مصطفى باشا الإسبيناخجي بعمر باشا ومعرفة عمر باشا بالفرمان السلطاني لم يعترض عليه وغادر بغداد دون وقوع أية مشاكل. ولكن مصطفى باشا ظن أن في الأمر مكيدة له من قبل الوالي السابق عمر باشا فأرسل قوة من الجند ليهاجموه ليلا إلا أن عمر باشا تمكن من الهرب ولكن فرسه سقطت على الأرض مما أدى إلى سقوطه وكسر رقبته، وقد عثر عليه من قبل أحد الجنود، فقام بقطع رأسه وإرسالها إلى الوالي الجديد والذي قام بدوره بإرسالها إلى إسطنبول. وبعد مقتل عمر باشا لم يهدأ الوضع في العراق في السنوات التي تلت مقتله ولم يدم حكم مصطفى باشا سوى تسعة أشهر حيث عزل بفرمان من السلطان العثماني، ثم ولي بعده عبدي باشا لمدة 17 يوماً وفي رواية 40 وفي أخرى 45 يوماً، وتم تولية زعيم المماليك عبد الله باشا. والذي كان قد ثار ضد مصطفى باشا بعد كثرة الشكاوى عليه وسيق مصطفى باشا إلى مدينة ديار بكر مخفورا وهناك تم قطع رأسه بأمر من السلطان.

### معارك محلية
لم يدم حكم عبد الله باشا طويلا إذ توفي في شتاء عام 1777م، وحدثت بعده الفوضى التي عمت أرجاء بغداد لعدة أشهر. إذ كان التنافس على الحكم بعد موت عبد الله باشا منحصرا بين شخصين هما محمد العجمي وإسماعيل آغا الكهية. وانقسمت محلات بغداد إلى فريقين متناحرين، فقد وقفت محلات الفضل والمهدية والقراغول والميدان إلى جانب محمد العجمي. بينما وقفت محلات رأس القرية، باب الشيخ والشورجة إلى جانب إسماعيل آغا وقد إنحاز المماليك إلى إسماعيل آغا بشكل عام.
لقد حاول سليمان بك الشاوي رئيس العبيد تهدئة الحالة وكان ذا منزلة محترمة لدى مختلف الطبقات في بغداد وارتأى أن يخرج المرشحان كلاهما من بغداد حتى يهدأ الوضع فوافق إسماعيل آغا على هذا الاقتراح بينما رفض محمد العجمي الاقتراح واستنجد بأعوانه ليساعدوه في السيطرة على البلاد، ودامت المعارك بين الفريقين قرابة خمسة أشهر. وفي شهر أيار من سنة 1778م وصل حسن باشا الكركوكلي وهو يحمل فرمانا من السلطان العثماني يعهد بولاية بغداد إليه. فأضطر على إثرها محمد العجمي بمعونة صاحبه أحمد آغا الفرار من مدينة بغداد إلى نواحي ديالى.

### ولاية حسن باشا الكركولي
في عهد الوالي حسن استرجعت البصرة من ايدي الإيرانيين إذ انسحب الإيرانيون من المدينة بسبب وفاة كريم خان زند في مدينة شيراز. وعاد إلى البصرة واليها السابق سليمان آغا بعد أن كان محبوسا في مدينة شيراز. وفي أواخر شهر تشرين الأول عام 1779م حدثت مشاجرة بين شخصين قرب مقبرة الشيخ عمر فلما سمع أهالي الميدان في بغداد بهذا الحادث إتخذوها ذريعة لإعلان التمرد والعصيان على الوالي حسن باشا، عند ذلك التجأ حسن باشا إلى القلعة الداخلية متحصنا بها وفي اليوم التالي تجمع سكان بغداد في الطرقات واتخذوا المتاريس وقاموا بمهاجمة مبنى السراي الحكومي، وعند حلول الظلام عشية ذلك اليوم تسلل حسن باشا من باب القلعة وعبر النهر جانب الكرخ ومن هناك استطاع الفرار إلى ديار بكر وقد توفي حسن باشا إثر إصابته بمرض غامض لازمه عدة أيام هناك 

## سليمان الكبير
كان والي البصرة سليمان آغا والذي عرف لاحقا بعد توليه ولاية بغداد باسم سليمان الكبير يترقب الأوضاع فأخذ يكاتب السلطان العثماني لغرض توليه الحكم وقد تم له ما أراد إذ صدر فرمان من السلطان بتوليه شؤون ولاية بغداد وقد عرف عصره باسم العصر الذهبي لفترة حكم الماليك في العراق، حيث بدأ سليمان الكبير حكمه بالقضاء على ثورة محمد العجمي في نواحي ديالى. والقضاء على تمرد عشائر الخزاعل في منطقة الفرات الأوسط. وفي عام 1782م توجه سليمان الكبير إلى مناطق كردستان للقضاء على التمرد الذي قاده هناك متصرفها محمود باشا بابان فالتجأ محمود باشا بابان إلى بلاد فارس. وعين سليمان الكبير مكانه إبراهيم باشا بابان. وفي سنة 1786 عم قحط شديد على العراق فعمت المجاعة وانتشرت الأمراض فأدى هذا إلى نشوب ثورة عارمة في بغداد، ولكن سليمان باشا استطاع القضاء على هذه الثورة وصلب بعضا من رؤساءها وسجن الآخرين. وفي أواخر سنين حكم سليمان باشا الكبير بدأ الوهابيون يغيرون على تخوم العراق وبدأت الحرب بين كلا الطرفين، ثم توفي سليمان باشا الكبير عام 1802م.

## المماليك بعد سليمان الكبير
أوصى سليمان باشا الكبير بأن يعهد من بعده بمنصب الوالي لصهره علي باشا الكهية وألا يختلفوا عليه. ولكن سرعان ما ظهرت الخلافات بين أفراد عائلة سليمان الكبير حول منصب الوالي بعد وفاته والذي شغله صهره علي باشا الكهية ولكن سرعان ما حسم علي باشا الكهية الصراع لصالحه. دام حكم علي باشا الكهية حوالي خمس سنوات وكانت سنوات حكمه مليئة بالقلاقل والمخاوف والصراعات وفي سنة 1807 وبينما كان علي باشا الكهية يقيم صلاة الصبح قام رجل يدعى مدد بك وقد كان هذا الرجل من المقربين لعلي باشا غير انه كان يضمر له الشر ويحقد عليه فهجم عليه وقد كان يصلي بجانبه وأغمد خنجره في خاصرته وسقط علي باشا الكهية صريعا على الفور. تولى ابن أخت علي باشا الكهية ويدعى سليمان باشا ولقب بعد توليه الولاية في بغداد بسليمان الصغير تميزا عن سلفه سليمان باشا الكبير. دام حكم سليمان الصغير حوالي ثلاث سنوات إذ قتل في يوم 6 تشرين الأول من سنة 1810 م. على أيدي الجيش العثماني بقيادة حالت أفندي بعد معارك طاحنة بينهما. وتم تعيين عبد الله آغا التوتونجي واليا على بغداد. لم يدم حكم عبد الله آغا التوتونجي سوى سنتين ونصف وقد قضى تلك المدة القصيرة في خوف دائم من سعيد بك وحزبه إذ كان الكثير من المماليك يميلون إلى سعيد بك ويعطفون عليه وفاء لذكرى أبيه سليمان الكبير. وقد أدى هذا الأمر إلى اندلاع معركة غليوين بين كلا الطرفين يوم 10 يناير 1813م ومقتل الوالي عبد الله آغا التوتونجي في بلدة سوق الشيوخ مع كهيته (معاون الوالي) بعد أن تم أسرهما. بعدها دخل سعيد باشا ومعه شيخ المنتفق حمود الثامر بغداد في يوم 16 أيار من سنة 1813. وقد أعطى سعيد باشا لشيخ عشيرة المنتفق حمود الثامر حكم منطقة البصرة نتيجة مساندته أياه في حربه ضد الوالي السابق عبد الله آغا التوتونجي أدى استفحال طغيان حمود الثامر على ولاية البصرة على الناس إلى ثورة عارمة في صفوف العشائر إضافة إلى وجود ما يقارب اربعين الف زائر من بلاد فارس في مدينة كربلاء والذين بقوا محاصرين فيها خوفا من تعرضهم لأعمال نهب وسلب من قبل تلك العشائر. ولم يجد سعيد باشا بدا من تعيين زوج اخته داود باشا بمنصب الكهية فأستطاع الأخير إخماد ثورة العشائر باستعمال القوة ولكن ما ان انتهى داود باشا من القضاء على ثورة العشائر في الجنوب حتى أصدر سعيد باشا قرارا بعزل داود باشا من منصبه وذلك بعد إلحاح شديد من قبل نابي خانم والدة سعيد باشا. وسرعان ما تردت الأوضاع في العراق من جديد نتيجة لإهمال سعيد باشا شؤون البلاد وفي شهر أيلول من سنة 1816 م غادر داود باشا مدينة بغداد خلسة بصحبة مجموعة من اتباعه. واستطاع داود باشا أن يحصل من السلطان العثماني على ولاية بغداد بدلا من سعيد باشا

### نهايةسعيد باشاوتولي داود باشا مقاليد السلطة
في يوم 7 كانون الثاني من سنة 1817 م جرت معركة ما بين أنصار سعيد باشا وأنصار داود باشا خارج سور مدينة بغداد من جهة منطقة باب المعظم وقد لعبت المدافع دورا هاما في هذه المعركة، كما قام فرسان شيخ عشيرة المنتفق حمود الثامر بحركة هجوم مباغتة جعلت النصر يميل إلى جانب سعيد باشا فاضطر داود باشا على إثر هذه المعركة إلى الإبتعاد بقواته عن مدينة بغداد بغية الاستراحة ولم الشمل  وقد ظن سعيد باشا أن الخطر قد زال عن بغداد فسمح لشيخ عشيرة المنتفق بالعودة مع أتباعه إلى مناطقهم وفتحت أبواب بغداد من جديد لزوال الخطر ولكن الحال لم يستمر طويلا لأن وجود داود باشا مع قواته وتهديده المستمر لبغداد جعل أسعار المواد الغذائية في ارتفاع مستمر إضافة إلى نشر أنصار داود باشا الإشاعات وتحريضهم أهالي بغداد على الثورة ضد سعيد باشا فأنتشرت الفوضى في بغداد والمناطق المحيطة بها وكثر السلب والنهب حينها اجتمع أعيان بغداد وعلماؤها وكتبوا محضرا وأرسلوه إلى داود باشا يحثونه على الإسراع بالقدوم إلى بغداد لإنقاذ الأهالي مما أصابهم. وفي يوم 20 شباط من نفس السنة دخل داود باشا مع قواته مدينة بغداد وسط استقبال جماهيري حافل من قبل الأهالي أما سعيد باشا فقد قتل من قبل سيد عليوي رئيس الانكشارية بعدما وجده لائذا بحضن امه السيدة نابي خانم.

### نهاية حكم المماليك في العراق
تولى داود باشا مقاليد الحكم في العراق في شباط من سنة 1817 م وواجهت داود باشا خلال سنين حكمه ثورات قامت بها العشائر العراقية المختلفة إضافة إلى دخوله في نزاع مع الدولة القاجارية في فترات مختلفة من سنوات حكمه التي امتدت على مدار 14 عاما. كما اهتم داود باشا بالجيش وأولى به عناية خاصة فقد قام داود باشا باستقدام المسيو ديفو كان المسيو ديفو أحد ضباط الجيش الفرنسي إبان حكم نابليون بونابرت وكان يعمل في تدريب جيش والي كرمانشاه قبل استدعائه للعمل عند داود باشا لتدريب الجيش. كما قام داود باشا باستحداث أول صحيفة في بغداد باسم جرنال العراق باللغتين العربية والتركية وغيرها من الإصلاحات التي أحدثها الوالي في العراق والتي تشبه إلى حد ما إصلاحات محمد علي باشا إبان حكمه لمصر. وفي سنة 1828 م أعلنت الإمبراطورية الروسية الحرب على الدولة العثمانية وذلك دعما للثورة اليونانية التي كانت قائمة آنذاك ضد الحكم العثماني وكان من المقرر أن يرسل داود باشا ما مقداره 6000 كيس من الذهب لدعم الدولة في حربها ضد روسيا ولكن داود باشا امتنع عن إرسال هذا المبلغ ففسر امتناعه هذا في الاستانة بمثابة إعلان عصيان على الدولة واعتبر أنه تخلى عن سيده السلطان في أحرج المواقف وإساءة إلى هيبته. في سنة 1830 أرسل السلطان العثماني محمود الثاني إلى بغداد أحد رجالاته الثقات يدعى صادق أفندي وكانت مهمته التخلص من داود باشا. أحس داود باشا بالمكيدة التي دبرها له السلطان وبمغزى قدوم صادق أفندى مبعوثا من السلطان إلى بغداد  كان لمقتل صادق أفندي صدى واسع في الاستانة وفي مختلف الولايات العثمانية. كلف السلطان العثماني محمود الثاني والي حلب علي رضا باشا بإعداد جيش ضخم للهجوم على بغداد وفي أوائل شهر شباط من سنة 1831 تحرك الجيش من حلب نحو بغداد وفي أواخر شهر آذار بدأ مرض الطاعون القادم من مدينة تبريز بالانتشار في بغداد وقد أفسد ظهور هذا المرض كل الخطط التي اعدها داود باشا لمقاومة الجيش العثماني القادم من مدينة حلب. دخل الجيش العثماني بغداد يوم 14 أيلول من سنة 1831م بعد حصار طويل لها  وبعد إحكام السيطرة على بغداد واستباب الأمن وضع علي رضا باشا خطة متقنة لقتل المماليك حيث تظاهر في بادئ الأمر بالرضا عن المماليك وولى بعضهم مناصب رفيعة في الدولة وفي ذات يوم دعا علي رضا باشا المماليك مع جماعة من اعيان بغداد وعلمائها إلى اجتماع بحجة الاستماع لقراءة الفرمان الذي وصل مؤخرا من الاستانة وما إن شرب جميع المدعوين القهوة ودخنوا الجبوق حتى إنهال الجنود الألبانيون الذين احضرهم علي رضا باشا بقتل جميع من كان مدعوا لهذا الاجتماع أما داود باشا فقد تم إلقاء القبض عليه وإرساله معززا مكرما إلى الاستانة.

## علاقة المماليك بالحركة الوهابية
بدأت الحركة الوهابية تهدد العراق منذ سنة 1790 وصارت الجماعات المنضوية تحت لواء الحركة تهدد مراعي الظفير والمنتفق والشامية. وبدأ دعاة الحركة بنشر الدعوة في المدن والأرياف وفي سنة 1796 م استولى الأمير عبد العزيز بن سعود على منطقة الأحساء التي تتاخم العراق من الناحية الجنوبية وفي عام 1797 م كلف سليمان باشا ثويني شيخ المنتفق بحرب الوهابيين ولكن الثويني قتل بعد أن هجم عليه طعيس وهو من عبيد الجبور من بني خالد وقتله في محرم 1212 هـ /1796 في عين الشبيك أو شباك بمنطقة الأحساء. أدى مقتل الثويني إلى فوضى في صفوف الجيش وقد انتهز الوهابيون هذا الأمر فأستطاعوا هزيمة الجيش الذي كان يقوده الثويني. وفي سنة 1798م أعد سليمان باشا الكبير حملة عسكرية كبيرة بقيادة الكهية علي باشا ووصل الجيش الذي كان يقوده الكهية إلى قلعتي الهفوف والمبرز ولكن مدافع الجيش عجزت عن هدم أسوار القلعتين كما أن الكثير من البعران بدأت تهزل وتموت وضج الجنود في الجيش نتيجة عدم وجود جدوى للقتال والاستمرار فيه. وفي شهر تموز من عام 1799 م عادت حملة الكهية إلى بغداد بعد أن عقد الطرفان الصلح وتم توقيع مراسم هذا الصلح في بغداد بحضور وفد يمثل الوهابيين. وفي يوم 22 من شهر نيسان من سنة 1802 الموافق 18 من شهر ذي الحجة من سنة 1216 هجرية هاجمت مجموعات مسلحة من الحركة الوهابية مدينة كربلاء وقد دخلوا المدينة على حين غرة ٌلأن هذا اليوم يصادف أحد الأعياد عند الطائفة الشيعية وهو عيد الغدير وبدؤا يقتلون كل من يلقونه في طريقهم حتى الشيوخ والنساء والأطفال. أدى مقتل الأمير عبد العزيز بن سعود في أواخر سنة 1803 م بيد شخص أفغاني كان مقيما في بغداد يدعى الملا عثمان. بينما كان الأمير يصلي بالناس بالدرعية عاصمة الإمارة إلى تجدد الصراع من جديد حيث تمت مهاجمة المراعي التابعة للعشائر العراقية وتمت مهاجمة بلدة الزبير ومحاصرتها وقد دام الحصار عليها حوالي 12 يوما. وفي فترة حصار الحركة للبلدة تم هدم جميع القبور والمشاهد الموجودة خارج سور البلدة كمشهد طلحة والحسن البصري ولكنهم عادوا من حيث أتوا إذ لم يتمكنوا من فتح البلدة. وفي سنة 1806 شن الوهابيون هجوما على مدينة النجف ولكن هجومهم باء بالفشل. وقد أدى استمرار الجماعات الوهابية على الإغارة على المناطق المخصصة للرعي في منطقة الفرات الأوسط إلى عدم خروج الرعاة مع أغنامهم إلى البادية لخوفهم من هذه الجماعات واستمر الحال على هذا المنوال إلى بداية الربع الأول من القرن العشرين.

## معارك المحلات
في عهد المماليك جرت العادة على أنه حين ينشب نزاع ما بين فريقين منهم على الحكم تنتقل عدوى النزاع إلى سكان بغداد. فكل فريق من المماليك كان يستنجد عند حصول النزاع بحلفائه من رؤساء المحلات البغدادية. ويرجع سبب انتقال حمى النزاع ما بين المماليك إلى محلات بغداد واصطفاف كل محلة خلف أحد الفريقين المتصارعين إلى أن المماليك أنفسهم نشأوا منذ طفولتهم في محلات بغداد. وبذلك كانوا يختلفون عمن سبقهم من الولاة العثمانيين في أن المماليك كانوا يعتبرون أنفسهم من سكان بغداد بحكم نشأتهم فيها.

## أسماء حكام المماليك في العراق
| الاسم                        | فترة حكمه |
| ---------------------------- | --------- |
| سليمان باشا (أبو ليلة)       | 1762-1749 |
| علي باشا(علي الأول)          | 1764-1762 |
| عمر باشا                     | 1776-1764 |
| مصطفى باشا الأسبيناخجي       | 1776-1776 |
| عبدي باشا                    | 1776-1776 |
| عبد الله باشا                | 1777-1776 |
| حسن باشا الكركوكلي           | 1779-1778 |
| سليمان الكبير                | 1802-1780 |
| علي باشا الكهية (علي الثاني) | 1807-1802 |
| سليمان الصغير                | 1810-1807 |
| عبد الله آغا التوتونجي       | 1813-1810 |
| سعيد باشا                    | 1817-1813 |
| داود باشا                    | 1831-1817 |